# Seongnam
Seongnam est une ville sud-coréenne située au sud-est de Séoul.
C'est la 4e plus grande ville du Gyeonggi 
et la 13e ville du pays. Seongnam est une ville résidentielle.

## Histoire
La ville fut conçue sous la présidence de Park Chung-hee, pour industrialiser le pays en y concentrant des industries du textile, et d'électronique notamment dans les années 1970-1980. Des routes reliant la ville à Séoul et à d'autres grandes villes furent rapidement construites. Bundang, un des arrondissements (gu, 구) principaux de Seongnam, fut construit et aménagé dans les années 1990.
Les enfants sans-abris seraient environ 2 000 à Seongnam 

## Districts
- Sujeong-gu
- Jungwon-gu
- Bundang-gu
- Suji-gu

## Transports
Seongnam est desservie aisément par de nombreux moyens de transport.

### Métro/Train
- Ligne Bundang
- Ligne 8 du métro de Séoul
- Ligne Shinbundang
- Ligne Yeoju (ouverture prévue fin 2015)

### Bus
De nombreux bus urbains relient Seongnam à Séoul et aux autres villes du Gyeonggi.

### Route
- Seoul Ring Expressway
- Gyeongbu Expressway
- Yongin-Seoul Expressway
- Bundang-Suseo City Road
- Bundang-Naegok City Road

## Jumelages
- Piracicaba (Brésil) depuis 1986
- Aurora (États-Unis) depuis 1992
- Shenyang (Chine) depuis 1998
- Hongcheon (Corée du Sud) depuis 1998
- Gapyeong (Corée du Sud) depuis 2003
- Samcheok (Corée du Sud) depuis 2007
- Asan (Corée du Sud) depuis 2007
- Masan (Corée du Sud) depuis 2008
- Mokpo (Corée du Sud) depuis 2009

## Personnalités
Sim Kwon-ho (1972-), double champion olympique de lutte gréco-romaine.